# Close
Close je priimek več znanih oseb:
- Chuk Close (*1940), ameriški slikar
- Del Close (1934—1999), ameriški igralec
- Eric Close (*1967), ameriški igralec
- Glenn Close (*1947), ameriška igralka
- Joshua Close (*1981), kanadski igralec